# Total War: Rome II
Total War: Rome II  (tạm dịch: Chiến tranh tổng lực: La Mã 2) là một trò chơi máy tính thuộc thể loại chiến thuật thời gian thực và chiến lược theo lượt sắp tới do hãng The Creative Assembly phát triển và Sega phát hành, dự kiến game sẽ được phát hành vào ngày 3 tháng 9 năm 2013 cho Microsoft Windows. Theo như dự đoán ban đầu thì trò chơi sẽ được phát hành vào tháng 10. Theo trang web Bookseller, Pan Macmillan và Thomas Dunne Books đã mua bản quyền từ The Creative Assembly để phát hành một loạt các tiểu thuyết dựa trên tựa game Total War: Rome II. Tác giả David Gibbins đã được giao nhiệm vụ viết loạt tiểu thuyết nói trên. Cuốn tiểu thuyết đầu tiên sẽ được phát hành cùng một lúc với game vào tháng 10. Trò chơi là bản game độc lập thứ tám trong dòng Total War, Rome II là người thừa kế của bản Rome: Total War đầu tiên năm 2004.
Total War: Rome II sử dụng công nghệ đồ họa mới có khả năng tái hiện chiến trường lên đến hàng chục ngàn người với hiệu ứng phá huỷ hoành tráng. Những góc quay camera mới cũng sẽ được bổ sung nhằm đem lại cho người chơi cảm giác sống động của từng trận đánh. Phiên bản này sẽ tập trung vào các cốt truyện và những quyết định cá nhân của các nhân vật lịch sử quan trọng. Những bất hoà trong nội bộ và các âm mưu chính trị sẽ đóng một phần quan trọng trong trò chơi.

## Nội dung
Giống như Rome: Total War, Rome II cũng lấy bối cảnh thời cổ đại và tập trung vào thời kỳ Cộng hòa La Mã, cho phép người chơi biến nó thành Đế chế La Mã nếu họ lựa chọn. Yêu cầu hệ thống của trò chơi vẫn chưa được hãng cho biết chi tiết, tuy nhiên nhà phát triển đã tuyên bố là studio sẽ cố gắng để duy trì các yêu cầu hệ thống tối thiểu như trong Total War: Shogun 2.
Bản đồ chiến dịch của trò chơi lớn hơn so với phiên bản tiền nhiệm Rome: Total War, và ngoài việc bao gồm trong phạm vi của Đế quốc La Mã và các vùng lân cận, sẽ có thêm các vùng đất mới "nằm xa về phía Đông". Cơ chế đồ họa mới sẽ tăng cường hình ảnh của game và tính năng camera đơn vị mới sẽ cho phép người chơi tập trung vào cá nhân người lính trong chiến trường, mà bản thân nó có thể chứa hàng ngàn quân tham chiến cùng một lúc. Creative Assembly đã tuyên bố rằng họ muốn đưa phần con người vào trong cuộc chiến theo cách này, chẳng hạn như cảnh những người lính sẽ biểu thị nỗi khiếp sợ trên khuôn mặt khi đồng đội của mình bị giết quanh đó và những viên sĩ quan truyền cảm hứng cho đám binh sĩ với bài phát biểu quả cảm trước khi tháp công thành đập trúng các bức tường của thành phố quân địch. Điều này sẽ được thực hiện bằng cách sử dụng hình ảnh động trên khuôn mặt cho từng cá nhân đơn vị người lính như thêm cảm giác kinh hoàng và hiện thực hóa các trận chiến.
Cũng như Total War: Shogun 2, người chơi sẽ được gợi ý với các quyết định. The Creative Assembly đã mở rộng tính năng này, với mỗi quyết định sẽ dẫn người chơi đến 'đường quyết định' cụ thể dựa trên các quyết định trước đây của người chơi. Những quyết định này sau đó sẽ ảnh hưởng đến chiến dịch diễn ra, chẳng hạn như chuyển đổi thể chế Cộng hòa La Mã sang Đế quốc La Mã. Ngoài ra, không còn phân bổ đặc điểm cho các tướng lĩnh và các thành viên trong gia tộc với các bản Total War trước đây, người chơi có thể gán đặc điểm cho các đạo Lê dương La Mã khi họ đạt được kinh nghiệm chiến đấu qua nhiều năm chinh chiến. Người chơi cũng có thể tùy chỉnh các quân đoàn bằng cách chọn kiểu dáng vũ khí của họ. Điều này có nghĩa là người chơi vẫn sẽ có thể xác định các thành phần của cá nhân cohort, dù cho họ sẽ xây dựng toàn bộ các quân đoàn cùng một thời điểm không giống như các bản Total War trước đây yêu cầu người chơi phải xây dựng tất cả các đơn vị của một đội quân một cách riêng biệt.
Hải quân cũng sẽ đóng một vai trò quan trọng hơn trong Total War: Rome II so với người tiền nhiệm. Creative Assembly dự kiến sẽ giới thiệu kiểu chiến đấu kết hợp hải chiến và bộ chiến trong các trận chiến trên đất liền và các cuộc vây hãm thành phố lần đầu tiên trong lịch sử phát triển dòng game Total War của công ty. Điều này sẽ phản ánh chiến lược hải quân của thời cổ đại khi các thành phố ven biển bị chinh phục và phá hủy trong cuộc xâm lược của bộ binh đổ bộ từ đội chiến thuyền. Lê dương La Mã giờ đây có thể tấn công lục quân và thành phố của đối phương, trong khi các đơn vị hải quân sẽ yểm trợ phía sau bằng cách bắn tên lửa hoặc phóng đá phá thành từ khoảng cách xa bờ biển. Hải quân tự thân cũng có thể chinh phục những thành phố ven biển phòng thủ kém. Creative Assembly còn lên kế hoạch tạo các đơn vị hải quân có kích thước lớn hơn, do đó, thay vì tạo một chiếc tàu chiến trong mỗi lượt xây dựng, người chơi có thể sở hữu một hạm đội chiến thuyền đáng gờm trong thời gian ngắn hơn.
Creative Assembly cũng tìm cách nắm bắt sự độc đáo của các nền văn hóa khác nhau và các lực lượng chiến đấu trong thời cổ đại. Jack Lusted, trưởng nhóm thiết kế đơn vị quân của Creative Assembly đã nói rằng phe 'Loạn quân' (Rebel) trong bản gốc Rome: Total War sẽ được thay thế bằng một số lượng lớn các phe phái nhỏ hơn, trong đó bao gồm từng thành bang Hy Lạp thay vì một phe Hy Lạp duy nhất như trước đây. Mỗi phe sẽ có một lối chơi đặc trưng. Một bộ tộc man rợ trên đảo Anh sẽ trông và cảm thấy hoàn toàn khác một đạo quân lê dương La Mã có kỷ luật, chẳng hạn. Những đặc vụ và các công nghệ khác nhau cũng sẽ được áp dụng cho các phe phái khác nhau. Sau cùng, một bộ lạc man rợ nội địa sẽ không bao giờ có thể nghiên cứu các công nghệ tạo ra Polyremes (một loại tàu chiến nhiều hàng mái chèo của La Mã) hoặc chẳng thể có hy vọng chế tạo ra loại máy ném đá Ballista tiên tiến trên thực tế mà nói.
Hệ thống ngoại giao sẽ được cải tiến với một trí tuệ nhân tạo tốt hơn, để người chơi cũng có thể lập kế hoạch theo cách của họ tiến tới quyền lực ngoại giao. Creative Assembly thừa nhận các dị thường khác nhau trong các phiên bản trước đây, khi mà AI có thể thực hiện hành động kỳ lạ hoặc thậm chí là tự sát. chẳng hạn như các phe phái nhỏ tuyên chiến với toàn bộ đế chế La Mã. Điều này sẽ được xem xét trong phần tiếp theo và AI được cho là "thông minh" và khôn ngoan hơn bao giờ hết. Hành động của người chơi trong suốt chiến dịch sẽ quyết định có hay không kẻ thù AI sẽ là một đồng minh đáng tin cậy hoặc là một kẻ phản bội đáng ngờ.
Creative Assembly đã tiết lộ rằng người chơi có thể chọn chơi một trong ba gia tộc của phe La Mã có thực trong lịch sử gồm Julii, Junii và Cornelii.

## Bản đồ chiến dịch
Bản đồ chiến dịch của Rome II kéo dài từ Afghanistan đến Bồ Đào Nha ngày nay. Nó được chia ra thành 173 khu vực, được gộp lại thành 57 tỉnh. Mỗi tỉnh gồm bốn khu vực, và người chơi có thể chinh phục riêng từng khu vực một. Tuy nhiên, việc kiểm soát toàn bộ một tỉnh sẽ cho phép người chơi nâng tỉnh đó lên level cao hơn, mỗi level cao hơn đồng nghĩa với việc chỉ số hạnh phúc nào hoặc khả năng tuyển mộ quân đội sẽ tăng lên. Lựa chọn xây dựng một tỉnh được hiển thị trên một đơn duy nhất, trong khi hạnh phúc nào cũng là dựa tỉnh. Điều này có nghĩa rằng nếu chỉ số hạnh phúc trong một tỉnh xuống quá thấp, khu vực có chỉ số thấp nhất sẽ nổi loạn thay vì cả toàn bộ tỉnh đó.
Những ngôi làng riêng lẻ và các công trình khai thác tài nguyên sẽ biến mất khỏi bản đồ chiến dịch tại Rome II, và thay vì vào đó chỉ giới hạn trong thủ phủ của khu vực. Trong các thủ phủ của mỗi khu vực, sẽ có một đơn vị đồn trú tự động riêng, kích thước của nó được xác định bởi kích thước có thể của khu định cư và các tòa nhà quân sự. Để bù đắp việc loại bỏ các công trình tài nguyên, các đội quân nay đã có một điểm mạnh riêng, đó là có thể chủ động cướp bóc, tự động tạo ra chiến lợi phẩm và giảm chi phí bảo trì. Người chơi có thể tung quân cướp bóc lãnh thổ thân thiện lẫn thù địch, mặc dù vậy, những khu vực riêng bị đánh phá sẽ gây nhiều ảnh hưởng tiêu cực đến chỉ số hạnh phúc ở nơi đó.
Mỗi tỉnh có một thủ phủ được bảo vệ bởi những bức tường, không giống như thủ phủ của từng khu vực một. Những trận đánh bao vây sẽ chỉ xảy ra đối với các khu định cư có tường thành bảo vệ hay có các tòa nhà quân sự, và loại trừ các khu định cư nhỏ hơn. Do kích thước lớn hơn, thủ phủ của một tỉnh cũng có nhiều công trình xây dựng hơn thủ phủ của riêng từng khu cực.

## Phe phái
Nhà phát triển The Creative Assembly đã đưa ra thông tin rằng người chơi sẽ có chơi với 8 phe phái chơi được vào lúc phát hành. Các phe phái sẽ được chia vào 3 nhóm văn hóa: nhóm Hi Lạp-La Mã, nhóm các bộ lạc man tộc châu Âu, và nhóm phương Đông. Mỗi người chơi sẽ có một lối chơi độc đáo riêng với từng phe, mỗi phe sẽ mang đến một cuộc chiến tranh hoàn toàn khác nhau. Một số trong số đó đang bị ràng buộc vào cuộc viễn chin quân sự, trong khi những phe khác lại tập trung nhiều hơn về khoa ngoại giao và thương mại.
Cộng hòa La Mã
Cộng hòa La Mã là một nước hùng mạnh nằm ở Ý hiện tại. Họ là một chủng tộc có tay nghề trong kim loại và có truyền thống quân sự lâu dài và đáng nể. Chiến thắng quan trọng gần đây của họ trước Pyrrhus của xứ Epirus đã để lại cánh cửa rộng mở cho sự vĩ đại của nền Cộng hòa La Mã. Các khu vực xung quanh bán đảo Ý là nơi béo bở cho cuộc chinh phục, và Cộng hòa La Mã đang mở rộng với tốc độ lớn. Để thực hiện một cuộc chinh phục của quy mô này có thể, nó có một trong những đội quân và hải quân có kỷ luật nhất, và là một trong những cường quốc quân sự mạnh nhất của thời gian của mình. Nhanh chóng học từ những sai lầm và sẵn sàng để đồng hóa nền văn hóa khác vào riêng của mình, Cộng hòa La Mã đã thực sự trở thành một mối đe dọa nghiêm trọng đối với các nước láng giềng, một số trong đó thời gian đã không đối xử tử tế... Cộng hòa La Mã sẽ được chia thành ba gia đình có ảnh hưởng lớn và hùng mạnh; nhà Julii, nhà Junii, và Cornelii. Nó cũng có một hệ thống Thượng viện, nơi hạnh phúc công cộng dựa trên hạnh phúc của tầng lớp trên và dưới, tương tự như các dòng Total War trước đó. Hạnh phúc của quảng đại quần chúng là điều kiện tiên quyết cho thành công trong chính sách ngoại giao và sống sót trước những âm mưu liên tục của Thượng viện. Thượng viện của Roma là một môi trường nguy hiểm, một trong đó có thể gây tử vong nếu một gia đình đối thủ có được quá nhiều quyền lực. Người chơi có thể cố gắng để gửi một thượng nghị sĩ của một gia đình đối thủ đi bằng cách cho họ một đội quân để chỉ huy và ban cho họ thứ hạng của legatus, hoặc tướng. Tuy nhiên, làm như vậy, luôn luôn là rủi ro mà thậm chí sau đó các thượng nghị sĩ sẽ đạt được quá nhiều quyền lực và cố gắng để bắt đầu một cuộc nội chiến chống lại chính phủ hiện tại.
Carthage
Carthage là một quốc gia thành bang ven biển với các thuộc địa trên biển Địa Trung Hải, tự hào với một lực lượng hải quân mẽ, và là kẻ thù truyền kiếp của La Mã. Như La Mã, Carthage cũng được cai trị bởi một trong ba quyền lực chính trị lớn, trong đó mỗi người sẽ mang lại khoản thưởng thêm cho quân sự và kinh tế.
Makedonia
Makedonia là một trong những vương quốc Diadochi nổi lên sau cái chết của Alexandros Đại đế . Makedonia đã được ghi nhận là thừa hưởng một lợi thế quân sự khi phải đối mặt với các phe phái Hy Lạp cổ đại khác và tộc man rợ như một sức mạnh quân sự lâu đời của đông nam châu Âu. Makedonia đấu tranh để trở về vị trí sức mạnh mà Alexandros Đại đế một thời đã đem đến cho nó. Vì lý do này, Makedonia giữ lại một lực lượng quân sự đáng kể và là một trong những phe phái Hy Lạp mạnh mẽ hơn cả. Giàu tài nguyên, Makedonia cũng có khả năng giao dịch tuyệt vời. Mặc dù được hỗ trợ bởi đội quân ghê gớm của nó, Makedonia phải dựa vào những thành bang Hy Lạp khác để hỗ trợ hải quân, bởi hải quân riêng của mình khá yếu. Mặc dù liên minh của nó với một số thành bang Hy Lạp, họ vẫn nghi ngờ về xu hướng chủ nghĩa đế quốc Makedonia và nó sẽ chứng minh khó có thể chiếm được lòng tin của họ về mặt ngoại giao.
Iceni
Các Iceni là một bộ lạc Celt mạnh mẽ, hiếu chiến và hung dữ từ vùng Britannia nổi tiếng với việc sử dụng chiến xa. Họ là những thợ sắt tay nghề cao, và các chiến binh của họ mặc sơn chiến tranh không giống như các bộ lạc man rợ khác. Mặc dù không tiến bộ bằng Hy Lạp-La Mã, người Iceni cũng vượt xa hơn mức thiếu văn minh. Họ đúc đồng tiền riêng của họ, và nổi tiếng về chế tác đồ trang sức bằng vàng mà vua và giới quý tộc Iceni đeo. Các Iceni sẽ có hạnh phúc thêm dân số theo số lượng quân đội trên mặt trận chiến tranh, bởi toàn bộ lạc rất hiếu chiến tranh. Họ có nhiều đối thủ, và do đó cơ hội là rất phong phú để đáp ứng nhu cầu hiếu chiến của họ. Chiến thuật truyền thống của họ, như hiệu quả và đơn giản như những người thân. Họ thường đè bẹp đối thủ của mình với một đội kỵ binh kết hợp với xe ngựa phi, tiếp theo là đám chiến binh, tất cả sơn màu xanh để tôn vinh nữ thần chiến tranh của họ, Andraste.
Arverni
Arverni là một bộ lạc Celt nằm ở miền Trung xứ Gaul. Một bộ tộc hung hăng nhưng tự hào, bộ tộc được xây dựng trên một xã hội chiến binh và thống nhất bởi một đền thờ chung cai trị bởi các linh mục của mình, các Druids. Các Arverni đã giữ lại nhiều truyền thống tổ tiên của họ, và do đó là một trong những bộ lạc man rợ có công nghệ và văn hóa tiên tiến nhất ở châu Âu. Sự nở rộ kinh tế của Arverni đến từ thợ thủ công có tay nghề cao của họ, nhưng không kém hơn, những người này cũng là những chiến binh đáng gờm, chỉ huy sự tôn trọng giữa các bộ lạc man rợ của châu Âu. Để trở thành một người đàn ông đứng giữa họ thì phải liên tục chứng tỏ khả năng như một chiến binh và lãnh đạo, bởi bộ tộc chỉ tôn trọng sức mạnh. Họ đi đến chiến tranh theo lệnh của các Druids, người đọc dấu hiệu từ các vị thần của họ, quyết định có hay không một cuộc chiến tranh được đặt ra. Họ là một trong những phe phái thương mại tập trung trong Total War: Rome II, và có điểm thưởng ngoại giao với các bộ lạc man rợ khác khi tỏ rõ sức mạnh và tay nghề thủ công.
Suebi
Người Suebi; một bộ lạc man rợ đến từ trung tâm Germania. Họ là một chủng tộc gồm đa dạng người được thống nhất bởi một ngôn ngữ chung và tôn giáo. Các Suebi là cỗ máy chiến đấu dữ dội, và có lý do chính đáng khi các bộ lạc man rợ khác sợ hãi họ. Người Suebi có công nghệ rất hạn chế, và do đó không thể tạo ra áo giáp hoặc vũ khí tiên tiến. Thay vào đó, họ dựa vào chiến đấu hoặc không vũ trang hoặc sử dụng chùy và giáo. Các Suebi nổi tiếng với các cuộc tấn công thường xuyên của họ trên sông Rhine cũng như sử dụng chiến thuật phục kích để đạt được chiến thắng. Như một bộ tộc man rợ, nhiều người ghét cay ghét đắng và sợ những người man rợ tàn nhẫn này, và họ phải đối mặt với những sự kháng cự đáng kể từ những người mà họ chinh phục.
Parthia

Kỵ binh Cataphact Hoàng gia của Parthia

Phe thứ 7 và áp chót là Parthia, một liên minh các bộ lạc, Parthia nổi tiếng vì giống ngựa tốt của họ cùng những kỵ binh bắn cung và những kỵ binh giáp nặng như Cataphract, sau này có thể phát triển kỹ thuật giáp đồng đặc biệt hoặc áo giáp sắt quy mô bao trùm cả ngựa lẫn người cưỡi. Bộ binh của họ, chủ yếu là tộc người Ba Tư/Iran sinh sống trên thảo nguyên, sử dụng giáo mác trong khi giao chiến và những lính đánh thuê, được vũ trang theo phong cách Seleukos. Những điều này đã cho thấy rằng, Parthia thực sự, đáng sợ đặc biệt là trên mặt đất, nơi họ có thể tận dụng đầy đủ lợi thế của kỵ binh giáp nặng.
Ai Cập
Là một vương quốc Diadochi như Makedonia, quốc gia Ai Cập nhà Ptolemaios đã lưu giữ nhiều truyền thống cổ xưa của nó cùng với ảnh hưởng Hy Lạp trong nền văn hóa của nó. Người Ai Cập là một nền văn minh đầy cảm hứng: họ tiếp tục xây dựng tượng đài lớn và các ngôi đền trong hình ảnh của cả các vị thần và nữ thần Hy Lạp cũng như của chính họ. Tầng lớp trên đã có ảnh hưởng từ cả hai nền văn hóa Hy Lạp và Ai Cập, một thực tế mà đã sinh ra một nền văn hóa Hy Lạp-Ai Cập độc đáo. Nhưng trên tất cả, đó là bởi cách sống kiểu Hy Lạp được tổ chức và coi trọng trên toàn Vương quốc Ptolemaios và công dân Hy Lạp được hưởng những đặc quyền mà người Ai Cập bản xứ thì không, một thực tế đã gây ra nhiều cuộc nổi dậy và binh biến trong các tầng lớp thấp hơn. Các Pharaoh tin tưởng trong việc sử dụng đội hình chiến binh cầm giáo, giống như Alexandros Đại đế đã làm. Để cung cấp hỗ trợ và các cuộc tấn công sườn, Ptolemaios Ai Cập cũng có các đơn vị độc đáo như kiếm sĩ được đào tạo trong phong cách chiến đấu truyền thống Ai Cập, xe ngựa gắn dao bén và voi chiến tranh giống như đối thủ của nó, vương quốc Seleukos. Với quân đội và sự giàu có rộng lớn của họ, các vị vua Ptolemaios mong muốn mở rộng quốc gia của họ.

### Các phe không chơi được
Đây là các phe phái mà không thể được chơi trong chiến dịch. Họ đã được liệt kê bởi các nhóm văn hóa của mình hoặc các khu vực xuất xứ.
Brit (người Anh)

Brigantes, Caledones, Demetae, Dumonii
Celt (không phải Gaul)
Aestii, Anartes, Eravisci, Galatia, Nori, Raeti, Ebdani
Celt-Iberia
Arevaci, Cantabri, Celtici, Cessetani, Edetani, Galleaci, Lusitani, Turdetani
Dacia
Bastarnae, Biephi, Getae
Gaul
Atrebartes, Aedui, Boii, Carnutes, Helvetii, Insubres, Liguria, Namnetes, Nervii, Pictones, Scordisci, Treverii, Veneti, Vivisci, Volcae
German
Cherusci, Cimbri, Frisii, Gutones, Lugii, Marcomanni, Rugii, Sequanii
Hy Lạp
Bactria, Knossos, Massilia, Pergamon, Rhodes, Sardes, Syracuse, Síp
Illyria
Ardiaei, Breuci, Daorsi, Delmatae
Sarmatia
Aorsoi, Roxolani, Siraces
Thracia
Odrysia, Triballi, Tylis
Châu Phi
Gaetuli, Masaesyli, Garamantia, Nasamones, Cyrenaica, Blemmyes, Meroe, Axum
Italia
Liên minh Etrusca
Tiểu Á (không phải Hy Lạp)
Bithynia, Trapezon, Cappadocia
Scythia
Catiaroi, Scythia, Cimmeria, Budini, Thyssagetae
Caucasus
Ardhan, Armenia, Colchis, Kartli
Iran
Dahae, Khorasmii, Massagetae, Media Atropatene, Media, Persia, Parthava, Drangiana
Ả Rập
Gerrhea, Himyar, Ma'in, Mascat, Nabatea, Saba, Qidri
Phoenicia/Carthager
Carthago Nova, Libue
Ấn-Scythia
Aria, Arachosia, Sagartia